# Маргарита Анжуйско-Неаполитанская
Маргарита Дураццо (итал. Margherita di Durazzo; 28 июля 1347 — 6 августа 1412) — королева Неаполя и Венгрии и княгиня Ахейская как супруга Карла III Неаполитанского, а позже — регент Неаполя во время младенчества своего сына.

## Детство
Маргарита была четвёртой дочерью Карла, герцога Дураццо (1323—1348) и Марии Калабрийской. Характерно, что она единственная смогла продолжить род Дураццо, но со смертью её бездетной дочери Джованны II старшая ветвь Анжу-Сицилийского дома пресеклась.

## Брак
В феврале 1369 года Маргарита вышла замуж за своего двоюродного брата по отцовской линии Карла Неаполитанского, сына Людовика Дураццо. Невесте было двадцать два года, жениху — двадцать четыре. В браке родились трое детей:
- Мария Дураццо (1369—1371).
- Джованна II (23 июня 1373—2 февраля 1435).
- Владислав (11 февраля 1377—6 августа 1414).

Карлу удалось сместить свою тётку по материнской линии с неаполитанского престола Джованну I в 1382 году, и Маргарита стала королевой Неаполя. Карл также стал преемником Жака де Бо как князь Ахейский в 1383 году.
К тому времени став старшим представителем Анжуйского дома, Карл получил предложение стать и королём Венгрии. Венгерский престол на тот момент занимала королева Мария, дочь умершего короля Людовика Великого (кузена Карла) и Елизаветы Боснийской. Маргарита не поддерживала идею свержении Марии и отговаривала своего мужа от этого. Тем не менее, Карл успешно сверг Марию в декабре 1385 года и короновался короной Святого Иштвана. Однако Елизавета Боснийская организовала убийство Карла в Вышеграде 24 февраля 1386 года.

## Вдовство
Маргарита стала вдовствующей королевой и регентом Неаполя в качестве опекуна над своим несовершеннолетним сыном Владиславом. Она прожила вдовой еще 26 лет, так и не выйдя замуж ещё раз. Владислав унаследовал трон Неаполитанского королевства, в то время как Мария вернулась на венгерский трон. Маргарита не забыла и о мести Елизавете Боснийской за убийство мужа: Елизавета была задушена в темнице по ее приказу, а головы организаторов убийства были доставлены в Неаполь. 
В последние годы своей жизни вдовствующая королева удалилась в Салерно, а затем в Баронисси, где она умерла от чумы в 1412 году. В последние годы жизни Маргарита отличалась набожностью и стала членом францисканского ордена. Она была похоронена в кафедральном соборе Салерно.

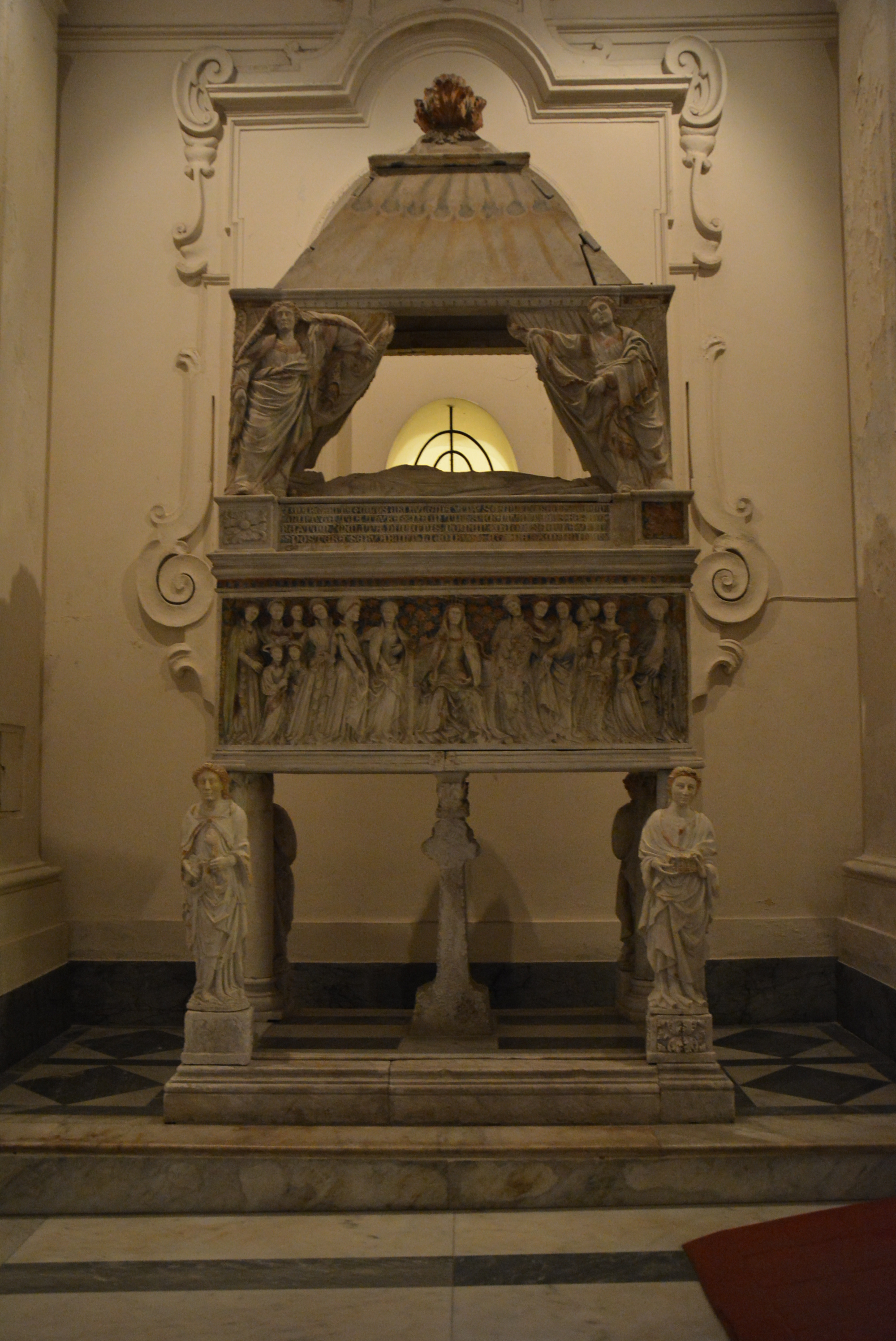
Гробница Маргариты в кафедральном соборе Салерно